# Xtro 2: El segundo encuentro
Xtro 2: El segundo encuentro es una película de terror de ciencia ficción de 1991 dirigida por Harry Bromley Davenport. Su protagonista principal es Jan-Michael Vincent y es también la secuela de la película Xtro (1982).

## Argumento
El programa Nexus es un experimento secreto para poder viajar a universos paralelos, el cual es realizado en un búnker subterráneo. Allí los peligros pueden ser incontables y los científicos responsables finalmente han conseguido abrir un portal correspondiente y pasar por él. 
Sin embargo, poco tiempo después de haber pasado, ellos son atacados por algo desconocido y se pierde el contacto. A causa de ello se recluta otra vez al Dr. Ron Shepherd , el creador de Nexus, para averiguar qué ha ocurrido, ya que presuntamente pudo también pasar por la puerta con otros tres años antes pero que no habla al respecto y destruyó todo al respecto, mientras que los otros han desaparecido, por lo que le echaron.
Poco tiempo después se ha podido salvar a una que está inconsciente. Sin embargo una criatura sale poco tiempo después de ella, que es del otro universo, por lo que se evacua el lugar con la excepción de seis personas, entre ellas el Dr. Shepherd. Entonces desvela la verdad de lo que ocurrió en el pasado. Les dice que los demás han muerto igual que ella y que fueron víctimas de una criatura que preda a humanos. Con su ayuda consiguen detener la criatura, pero cuatro de ellos mueren. Sólo el Dr. Shepherd y la Dr. Julia Casserly, su examiga, y otro sobreviven.
Lo que vieron fue tan horrible e increíble que deciden no hablar al respecto, mientras que Casserly comprende por qué no habló sobre lo que le ocurrió años atrás y se reconcilian.

## Reparto
- Jan-Michael Vincent - Dr. Ron Shepherd
- Paul Koslos - Dr. Alex Summerfield
- Tara Buckman - Dra. Julie Casserly
- Jano Frandsen - McShane
- Nicholas Lea - Baines
- Rolf Reynolds - Rolf Zunovski
- Nic Amoroso - Mancini

## Recepción
El filme fue criticado como una imitación barata de Alien (1979).